# Рух Критичних правових досліджень (книга)
Рух критичних правових досліджень — це книга,написана філософом і політичним діячем Роберто Мангабейром Унгером. Вперше була опублікована в 1983 році як стаття в журналі «Harward Law Review»  та в 1986 році опублікована у вигляді книги, і перевидана з новими введеннями в 2015 році.  Ця книга є основним документом  американського руху критичних правових досліджень, що надає книзі її назву .
У книзі, Унгер стверджує, що право і правова думка пропонує нереалізовані можливості для самостійного будівництва більш демократичного суспільства, і що багато правників та теоретиків права некритично  піддаються  обмеженням, що підривають  їх здатність використовувати перетворюючий потенціал права. Унгер пояснює, як рух критичних правових досліджень удосконалив і переформулював  основні теми лівих та прогресивних  теоретиків права, а саме критику формалізму і об’єктивізму в правовій доктрині і чисте використання за призначенням юридичної практики та доктрини для просування лівих цілей. Роблячи це, автор таким чином визначив елементи конструктивної програми  для перебудови суспільства.

## Окремі ідеї книги
Унгер показує,як сучасні теорії права та суспільства були обмежені помилковим переконанням, що право є необхідним вираженням певних абстрактних ідей соціальної організації,таких, як демократія чи ринкова економіка.  Унгер стверджує, що ці моделі соціальної організації не мають ніякої природної, необхідної, або незмінної форми. Автор починає книгу «Рух Критичних Правових Досліджень»  з критики формалізму і об'єктивізму, ідей, що на його думку, лежать в основі детерміністського мислення, яке приховує від нас перетворюючий та конструктивний потенціал права і його можливості. Формалізм – це ідея про те, що правотворчість принципово відрізняється від правозастосування. Об'єктивізм - це  погляд, що авторитетні юридичні матеріали (законодавство, судові справи, визнані правові ідеї) втілюють та підтримують виправданий механізм людської взаємодії та відображають чіткий моральний порядок.
Автор говорить,що застосування «крайньої критики» до формалістських та об'єктивістських  ідей, розкриє елементи конструктивної програми для перебудови суспільства відповідно до лівих цілей. У цій главі він викладає критику об'єктивізму і формалізму. Його критика об'єктивізму націлена показати ,що немає вбудованої правової структури для соціальної організації, і що демократія і ринок не мають універсальної правової мови. Його критика формалізму показує, що існуючі правові теорії вимагають досягнення «фактичного освячення» , тобто, ці теорії стверджують, що матеріальне право і доктрина просто стають однаковими з узгодженою нормативною теорією людської поведінки.  Унгер пояснює, що такий юридичний аналіз, насправді, відтворюється у нескінченному процесі  регулювання ad hoc.
Автор розглядає конструктивний результат критики формалізму і об'єктивізму, а саме практику «девіаціоністської доктрини», і пошук альтернативних інституційних форм для основних соціальних інститутів, зокрема, ринку і демократії.
Унгер пропонує змінити  існуючу доктрину, що допомогло б просувати цілі руху критичних правових досліджень. По-перше, він пояснює, як амбіції, що лежать в основі  доктрини рівного захисту, можуть бути краще досягнуті шляхом розширення цієї доктрини, щоб окремі особи та установи були наділені «правом дестабілізації», тобто правом розосередити накопичення влади, яка служить для перешкоджання та зменшення влади членів суспільства. По-друге, він пропонує змінити соціальні інститути контракту і майна, щоб привести їх у відповідність з принципами солідарності та співтовариства.
Роберто Мангабейр Унгер завершує «Рух Критичних правових досліджень» описом процесу, як його програма надає можливість поєднати революцію в сфері особистих відносин з революцією у використанні державної влади та інституційної структури. Трансформаційна активність, на якій він наполягає, матиме місце у декількох формулюваннях: у внесенні істотних ідей до  проекту демократичної переробки суспільного життя; в зміненні професійної техніки у всіх галузях професійних знань

## Структура книги
- Розділ 1: Критика правової думки
- Розділ 2: Від критики до тлумачення
- Розділ 3: Дві моделі вчення
- Розділ 4: Основні концепції і ширший підтекст
- Розділ 5: Інша політика

## Сприйняття книги
В огляді книги для наукового видання «New York Times», Кальвін Вудард описав її як 
«амбіційний і вражаючий початок. Сказане в ній складно підсумувати. Це ретельно створений виклад вчень з ідеями,  з’єднаними як ланцюгова огорожа, яка простягається, наскільки  може бачити око.»
Центральною темою руху,як пояснив Вудард ,є усунення обмежень і перешкод, що накладаються на осіб несправедливою соціальною ієрархією і класом, що дозволяє їм розвинути нове бачення себе і давати повне і вільне вираження своєї вродженої кмітливості та уяви.
Для автора вільні особи, наділені гідністю, самоповагою і рівними можливостями є найвищою надією людства. У сукупності, суспільство таких людей буде складати нову форму уповноваженої демократії («empowered democracy»), в якій всі соціальні рішення будуть розглядатися як політичні ...
Вудард  дав високу оцінку вченню, розробленому Роберто Мангабейром Унгером , заявивши, що незалежно від того, погоджується хтось з паном Унгером та його книгою чи ні, не можна не бути враженим його високим ідеалізмом та інтелектом , 
«але я підозрюю, що це переважно буде прочитано адептами, а інших це не цікавитиме. У результаті ціле покоління старших читачів залишать поза увагою книгу, яка, дуже ймовірно, матиме величезний вплив на молодше покоління студентів-юристів.»
.